# Charles Hamilton (5e comte de Haddington)
Pour les articles homonymes, voir Charles Hamilton et Hamilton.
Charles Hamilton, 5e comte de Haddington (1650-mai 1685) est un noble écossais.

## Biographie
Connu sous le nom de Lord Binning depuis sa naissance, il est né en 1650, le seul fils à avoir survécu à la petite enfance de John Hamilton, 4e comte de Haddington et de Christian Lindsay.
Binning succède à son père en 1669. Il ne s'implique pas activement dans la politique, mais appuie largement les machinations de son parent le duc de Hamilton avec Lauderdale. Il refuse d'être signataire du Scottish Test Act de 1681 qui le met encore plus loin de la vie publique.
À Linton Bridge, près de Prestonkirk, dans le Haddingtonshire, Charles aménage pour Gilbert Rule une salle de réunion, qui est autorisée par le conseil privé le 18 décembre 1679. L'année suivante, alors que Rule rend visite à sa nièce, Mrs. Kennedy, à Édimbourg, il baptise son enfant dans l'église St. Giles, après y avoir prêché une conférence en semaine, à l'invitation du ministre, Archibald Turner, ministre épiscopal. Pour cette infraction, Rule est déféré devant le conseil privé et emprisonné sur le Bass Rock.
Haddington meurt en mai 1685 à Tyninghame House, East Lothian.

## Mariage et descendance
Lord Haddington épouse Margaret Leslie, fille de John Leslie (1er duc de Rothes). Margaret est l'héritière du comté de Rothes de son père, mais pas de son duché. Dans les termes du contrat de mariage, pour éviter que le titre Rothes ne s'éteigne, il est convenu que tout fils premier-né prendrait le nom de famille Leslie et serait l'héritier du comté de Rothes, et tout deuxième fils serait l'héritier du comté de Haddington. Ils ont:
- John Hamilton-Leslie (9e comte de Rothes)
- Thomas Hamilton (6e comte de Haddington)
- Charles Hamilton est mort jeune
- Anna Hamilton est décédée en bas âge

## Sources
- Anderson, J., Mémoires historiques et généalogiques de la Maison d'Hamilton ; avec les mémoires généalogiques des différentes branches de la famille, Edimbourg 1825.
- Balfour Paul, Sir J., Scots Peerage IX vol. Edimbourg 1904.